# Onthophagus acerus
Onthophagus acerus là một loài bọ cánh cứng trong họ Bọ hung (Scarabaeidae).